# Nesrine Ben Ali
Nesrine Ben Ali, née le 16 janvier 1987 à Tunis, est la fille de Zine el-Abidine Ben Ali, président de la République tunisienne de 1987 à 2011, et de son épouse Leïla.

## Biographie
Née le 16 janvier 1987 à Tunis, elle épouse Mohamed Sakhr El Materi en 2004, avec qui elle est mère de trois enfants, dont elle divorce en 2017,.
En mai 2011, quelques mois après la fuite de son père, ses avoirs sont gelés. En octobre 2011, elle est condamnée à deux ans de prison par contumace pour possession de stupéfiants. Elle est ensuite condamnée à six ans de prison en 2021.
Elle est brièvement mariée au rappeur K2Rhym, entre janvier et octobre 2019, après avoir officialisé leur relation en décembre 2018.